# Gutierre Álvarez de Toledo

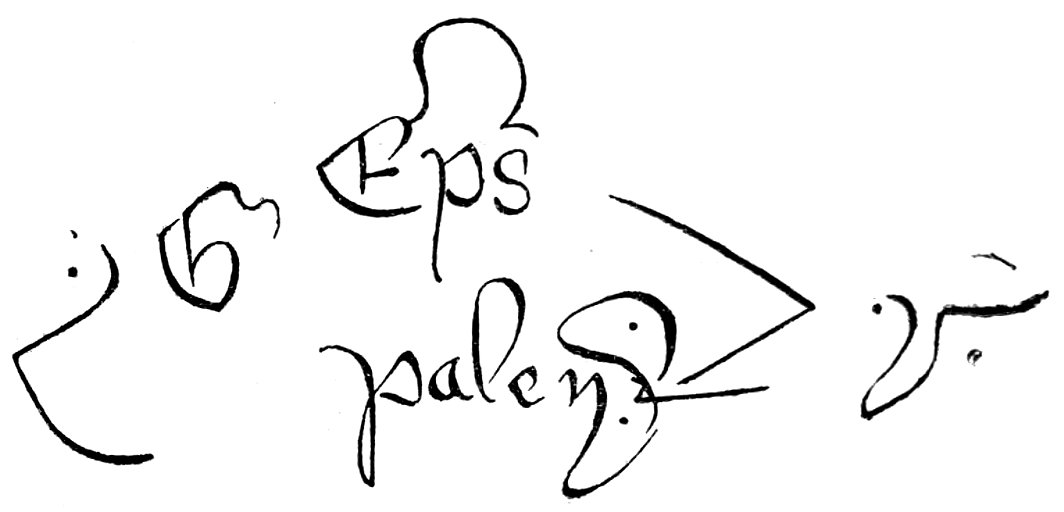
Signatur Gutierre Álvarez de Toledos

Gutierre Álvarez de Toledo (* 1374 in Alba de Tormes; † 4. März 1446 in Talavera) war ein Angehöriger des kastilischen Hochadels (ricohombre) und nacheinander Bischof von Palencia (1426–1439), Sevilla (1439–1442) und Toledo (1442–1446).

## Leben
Gutierre Álvarez de Toledo war der Sohn von Fernando Álvarez de Toledo (El Tuerto), dem 2. Señor von Valcorneja und 1. Marschall von Kastilien, und dessen Ehefrau Leonor de Ayala. Unter dem König Heinrich III. von Kastilien (reg. 1390–1406) wurde er zeitweise eingesperrt, doch unter Johann II. von Kastilien (reg. 1406–1454) stieg er zu einem der führenden Männer am Hofe auf; von ihm erhielt er im Jahr 1430 die Grundherrschaft (señorio) über seine Heimatstadt Alba de Tormes, die er jedoch einige Jahre später an seinen Neffen Fernando Álvarez de Toledo weitergab. Wegen der (angeblichen) Teilnahme an einer Verschwörung wurde er verhaftet, kurz darauf jedoch freigelassen; dennoch zog er sich danach weitgehend aus der Politik zurück.